# 孙红雷
孙红雷（1970年8月16日—），中国大陆男演员，毕业于中央戏剧学院表演系音乐剧班。1999年因出演张艺谋电影《我的父亲母亲》，正式开始了其影视演艺生涯，2003年凭着《征服》的刘华强一角走红，其后凭电视剧《潜伏》先后获得金鹰奖、白玉兰奖、飞天奖的男演员最高奖项，成为首位凭同一作品达成中国电视剧三大奖项“视帝”“大满贯”的男演员。

## 生平
孙红雷出生于哈尔滨，小名三狼。父亲孙振山为一位哲学教师，母亲朱凤琴已经逝世，有两个哥哥。1987年，获黑龙江省霹雳舞大赛一等奖，1988年获全国霹雳舞大赛第二名。1995年至1997年，在中央戏剧学院学生表演系音乐剧班(补招)大专学习，入学考试时差点没有通过，他后来回忆说：“当时就是梁伯龙老师出的题，题目是我们分手吧，我和搭戏的女孩一直打不开局面，然后梁伯龙老师就叫停了，一般正常情况下我就和音乐剧班、跟中戏的表演学习就无缘了”。但退场时梁伯龙又给了他一次机会，因此才得以通过。
1997年成为中国国家话剧院演员。2001年北京鑫宝源影视投资有限公司签约演员。

### 感情生活
- 孙红雷的首任女友是丁嘉丽，两人在出演话剧《居里夫人》时认识和相恋，直到孙红雷认识巩俐之后，两人的2年的恋情结束。[2]
- 2004年，孙红雷在北京参加东北同乡会，遇到了李馨雨，在开车送李馨雨回家之后，两人交往日密，李馨雨爱上了孙红雷，但是孙红雷仍然爱着巩俐，当李馨雨盘问出这个结果之后，两人的感情结束。[2]
- 2013年1月，孙红雷女友曝光，女方名叫“王骏迪”，王骏迪是东北人，曾留学奥地利，是女高音演員、模特、钢琴师及爵士鼓鼓手，曾得过多项艺术类奖项，两人已经爱情长跑6年[2][3]。
- 2014年10月1日，孫紅雷在個人微博公布婚訊，表示已和交往邁入7年的王駿迪在法國結婚[4]。2017年12月16日，孙红雷在微博宣布，其妻正式生下一名女儿[5]。

## 影视作品

### 电视剧
| 首播年份 | 剧名           | 角色       | 备注             |
| 1999年   | 永不瞑目       | 建军       |                  |
| 2001年   | 警察世家       | 刘建设     |                  |
| 2001年   | 為了這一片浄土 | 岩疆       |                  |
| 2001年   | 太陽不落山     | 卢洗河     |                  |
| 2001年   | 像霧像雨又像風 | 阿莱       |                  |
| 2001年   | 黑三角         | 程江       | 又稱《义无反顾》 |
| 2002年   | 浮華背后       | 高锦林     |                  |
| 2003年   | 征服           | 刘华强     |                  |
| 2003年   | 軍歌嘹亮       | 高大山     |                  |
| 2003年   | 走過幸福       | 陈言       |                  |
| 2004年   | 我非英雄       | 陈飞       |                  |
| 2006年   | 半路夫妻       | 管军       |                  |
| 2006年   | 范府大院       | 郭彩三     |                  |
| 2006年   | 刀鋒1937       | 郑树森     |                  |
| 2007年   | 大工匠         | 楊本堂     |                  |
| 2008年   | 落地，请开手机 | 沈亢、王浩 |                  |
| 2008年   | 潛伏           | 余则成     |                  |
| 2009年   | 人间正道是沧桑 | 杨立青     |                  |
| 2011年   | 男人帮         | 顾小白     |                  |
| 2014年   | 一代枭雄       | 何辅堂     |                  |
| 2014年   | 青年医生       | 刘一白     | 客串             |
| 2014年   | 二炮手         | 贼九       |                  |
| 2016年   | 好先生         | 陆远       | 兼任"藝術總監"   |
| 2017年   | 猎场           | 刘量体     | 客串             |
| 2018年   | 好戏一出       |            | 網絡劇           |
| 2019年   | 带着爸爸去留学 | 黄成栋     | 兼任"藝術總監"   |
| 2020年   | 新世界         | 金海       | 兼任"藝術總監"   |
| 2021年   | 扫黑风暴       | 李成阳     |                  |
| 待拍攝   | 惊弦           |            |                  |

### 电影
注：由於上映時間不詳，「#」所標示之年份為拍攝年份
| 上映年份 | 电影名             | 角色     | 备注 |
| 1999年   | 我的父亲母亲       | 生子     |      |
| 1999年   | 没完没了           | 醉酒司机 |      |
| 2000年   | 幸福時光           | 旅客     |      |
| 2000年   | 河流时光#          |          |      |
| 2003年   | 周渔的火车         | 张强     |      |
| 2004年   | 我为谁狂           | 唐大兴   |      |
| 2005年   | 七剑               | 風火連城 |      |
| 2007年   | 上海紅美麗         | 律師     |      |
| 2007年   | 天堂口             | 阿洪     |      |
| 2007年   | 蒙古王             | 札木合   |      |
| 2007年   | 鐵三角             | 莫中原   |      |
| 2008年   | 硬漢               | 情敌     |      |
| 2008年   | 梅蘭芳             | 邱如白   |      |
| 2009年   | 建国大业           | 记者     |      |
| 2009年   | 窈窕绅士           | 曾天高   |      |
| 2009年   | 三枪拍案惊奇       | 張三     |      |
| 2010年   | 决战刹马镇         | 唐高鹏   |      |
| 2010年   | 非诚勿扰2          | 李香山   |      |
| 2011年   | 战国               | 孙膑     |      |
| 2012年   | 我愿意             | 杨年华   |      |
| 2012年   | 边境风云           | 毒贩     |      |
| 2013年   | 毒戰               | 張雷     |      |
| 2013年   | 全民目击           | 林泰     |      |
| 2014年   | 洋妞到我家         |          |      |
| 2014年   | 觸不可及           | 傅经年   |      |
| 2015年   | 少年班             | 周知庸   |      |
| 2016年   | 极限挑战之皇家宝藏 | 孙红雷   |      |
| 2021年   | 侍神令             | 海坊主   | 配音 |

### 綜藝節目
- 2015年6月14日－9月20日 《極限挑戰》（第一季）
- 2016年4月17日－7月10日 《极限挑战》(第二季)
- 2017年7月9日－11月17日 《极限挑战》(第三季)
- 2018年4月29日－7月15日 《极限挑战》(第四季)
- 2021年5月28日－8月13日 《萌探探探案》(第一季)
- 2023年5月1日－8月28日 《萌探探探案3》(第三季)

### 舞台演出
- 想变成人的猫
- 全是北京人
- 三毛钱歌剧
- 居里夫人
- 屋外有花园

### 监制作品
- 2014年，电视剧《一代枭雄》[6]

## 獎項

### 大型頒獎禮獎項
| 年份 | 獎項 |
| ---- | --- |
| 2003 | - 第10届北京大学生电影节－最佳男主角獎《周渔的火车》 |
| 2004 | - 中国电视界－最受大众欢迎十佳演员奖 |
| 2005 | - 南方盛典－最具魅力男演员獎 |
| 2006 | - 娱乐大典电视剧－最佳男主角獎 |
| 2007 | - 腾讯星光大典－最受欢迎男演员獎 - 第13届上海电视节－白玉兰奖电视剧最佳男演员獎《半路夫妻》 |
| 2008 | - 第4届中国电视艺术双十佳－十佳男演员獎 - 腾讯网星光大典－年度最具突破电影演员獎、年度电视男演员獎 - 年度娱乐大典－电视剧最佳男主角獎 - 第2届亞洲電影大獎－最佳男配角獎《蒙古王》                       |
| 2009 | - 第2届华鼎之夜－最佳演艺名人獎 - 第2届北京影视盛典－最佳电影男主角獎 - 东方影视盛典－影视风云人物奖 - 第15届上海电视节－白玉兰奖电视剧最佳男演员獎 《潜伏》 - 第27届电视剧飞天奖－优秀男演员獎《潜伏》 |
| 2010 | - 第8届中国金鹰电视艺术节－最具人气男演员奖《潜伏》、最佳表演艺术男演员奖《潜伏》 - 第25届中国电视金鹰奖－观众喜爱的电视剧男演员奖 《潜伏》                                                             |
| 2013 | - 第1届伦敦国际华语电影节－最佳男主角奖《全民目击》 |
| 2015 | - 第52屆韓國大鐘獎－海外部門最佳男主角獎 |